# 高式卡
高式卡（Kevin Ko Sik Ka，1972年－），香港前經濟科補習導師。

## 簡歷
高式卡1991年畢業於順德聯誼總會梁銶琚中學，於1993年大學2年級時於屯門區開設補習社，1994年於香港大學經濟系畢業。畢業後曾於東華三院邱子田紀念中學任教，1999年加盟英皇教育。2002年，他以「求學不是求真人」為廣告標語，課程全部以視像形式授課。
於2006年中學母校25週年紀念籌款中，更捐出港幣$50萬，是香港其中一個年薪過千萬的補習天皇。高先後於英皇教育及活學教育任教，2006年因與英皇教育老闆岑兆昌就不滿他公開曾留有案底一事起衝突。高不但被英皇教育解約，更向法庭申請英皇佐敦分校清盤；接著於2007年加盟活學教育繼續任教經濟科。
他已於2011年7月完成所有於活學教育的經濟科課程，並經活學教育網站宣佈正式離開活學教育及教育界，其後專注發展傢私生意。

## 在報章刊登頭版廣告向學生「道歉」事件
高式卡的補習班設有「成績保證計劃」，參加的學生如果報讀整個會考課程，並通過學期尾的審核測驗，但在會考中未能考獲C級或以上者，可獲退回一半學費。高式卡於2007年9月21日在香港三份免費報紙的頭版刊登全版廣告，向6名合資格退款的學生「道歉」，同時公開同年其經濟科240名奪A學生中文全名，以作宣傳之用。
然而，此舉引來各界猛烈抨擊，謂其手法有侵犯學生私隱之嫌。而成績保證計劃要求極多，是否真如其公報只有六人未獲C級亦引起廣泛討論，部分人更指出該手法只為宣傳技倆，未可盡信。

## 著作
- 《漫畫經濟一日通》微觀經濟篇, 2007年重慶大學出版社
- 《漫畫經濟一日通》宏觀經濟篇, 2007年重慶大學出版社
- 漫畫經濟一日通 全新2009新高中課程(中四課程): 微觀經濟篇, Kevin Ko, Kevin Ko Publishing Co. , 2009.
- 漫畫經濟一日通 全新2009新高中課程(中五課程): 宏觀經濟篇, Kevin Ko, Kevin Ko Publishing Co. , 2009.

## 軼事
由於高式卡留有長髮並戴眼鏡，與香港男歌手蘇永康相似，因此他被學生冠以「翻版蘇永康」的稱號。

## 電影誹謗事件
在2009年10月15日，高式卡向電影《愛出貓》的出品人及製作人等提出誹謗的起訴，指其在電影中的角色「高式古」對他影射，並使他形象受損。